# Rekonditionierung (Technik)
Rekonditionierung ist der eingedeutschte englische Begriff für Überholung, Aufarbeitung, Wiederinstandsetzung. In Deutschland versteht man darunter meist die Aufarbeitung von Fässern, IBCs und ähnlichen Verpackungen, sowie von Wälzlägern, selten auch von Plattenwärmetauschern. Dabei wird die Substanz erhalten, um das rekonditionierte Produkt in den Kreislauf zurückzuführen.

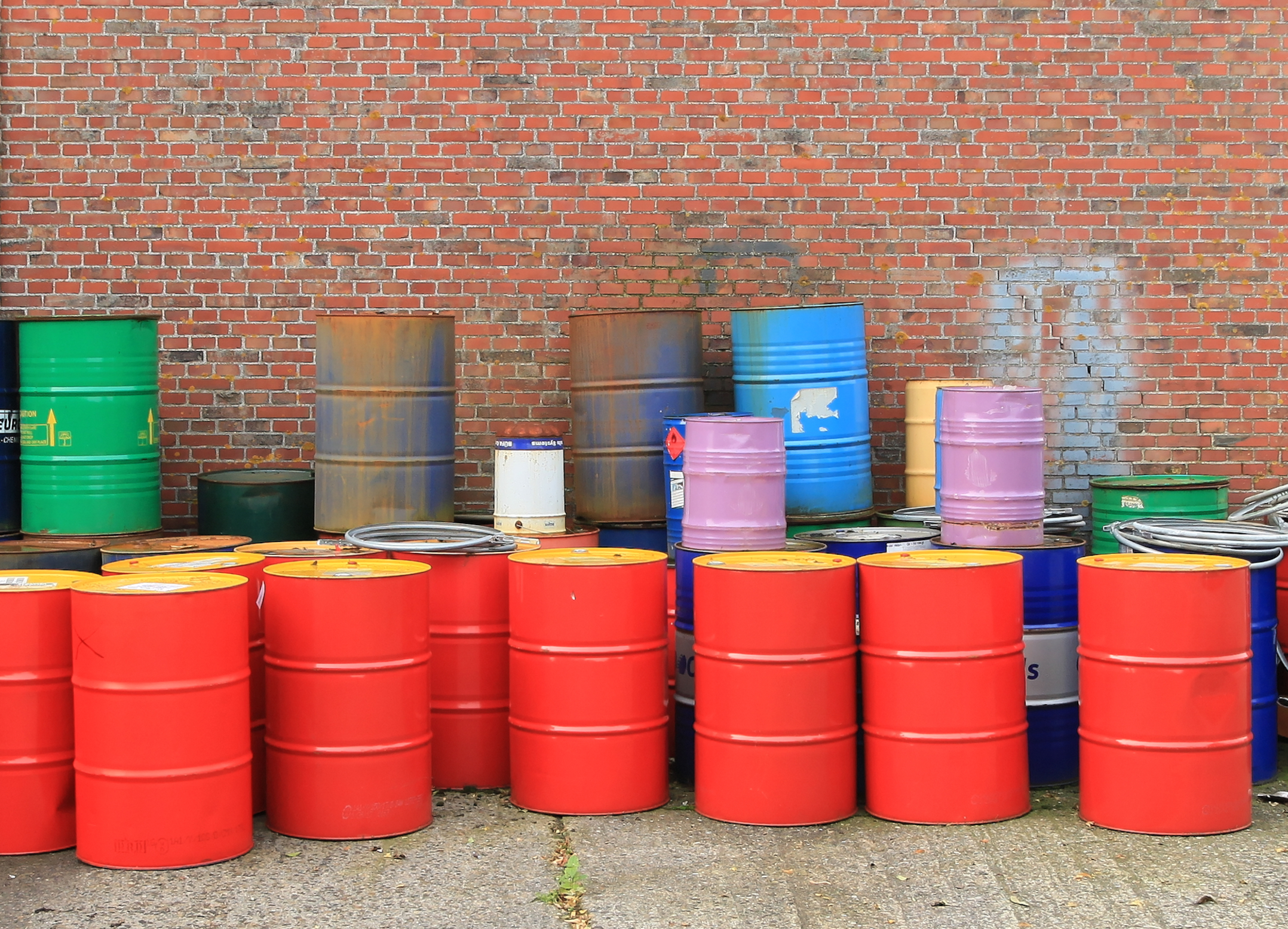
Fässer

## Fässer und IBC
Nur im Fall eines Defektes wird instand gesetzt. Ist das Produkt intakt, wird eine maschinelle Innen- und Außenreinigung mit geeigneten Reinigungsmittel, und bei Fässern nach entsprechender Vorbereitung eine Lackierung durchgeführt. Bei IBC wird teilweise nur die Blase getauscht und das Gitter weiterverwendet, engl. Rebottling. Für Gefahrgutverpackungen folgt eine Dichtigkeitsprüfung.
Die erforderlichen Arbeitsschritte entsprechen internationalen Normen, für Gefahrgutverpackungen gelten die Vorschriften der BAM.
Kunststoff- und besonders Metallfässer, IBCs und Europaletten werden oft wiederverwendet, in Deutschland gibt es daher eine Vielzahl an Wiederaufbereitern. Verbände rekonditionierender Betriebe sind bspw. die VIV (Verwertungsgemeinschaft Industrieverpackungen), der VDF (Verband Deutscher Fassverwertungsbetriebe e.V.) oder die VMS (Verpackungsrücknahme mit System e.V.).

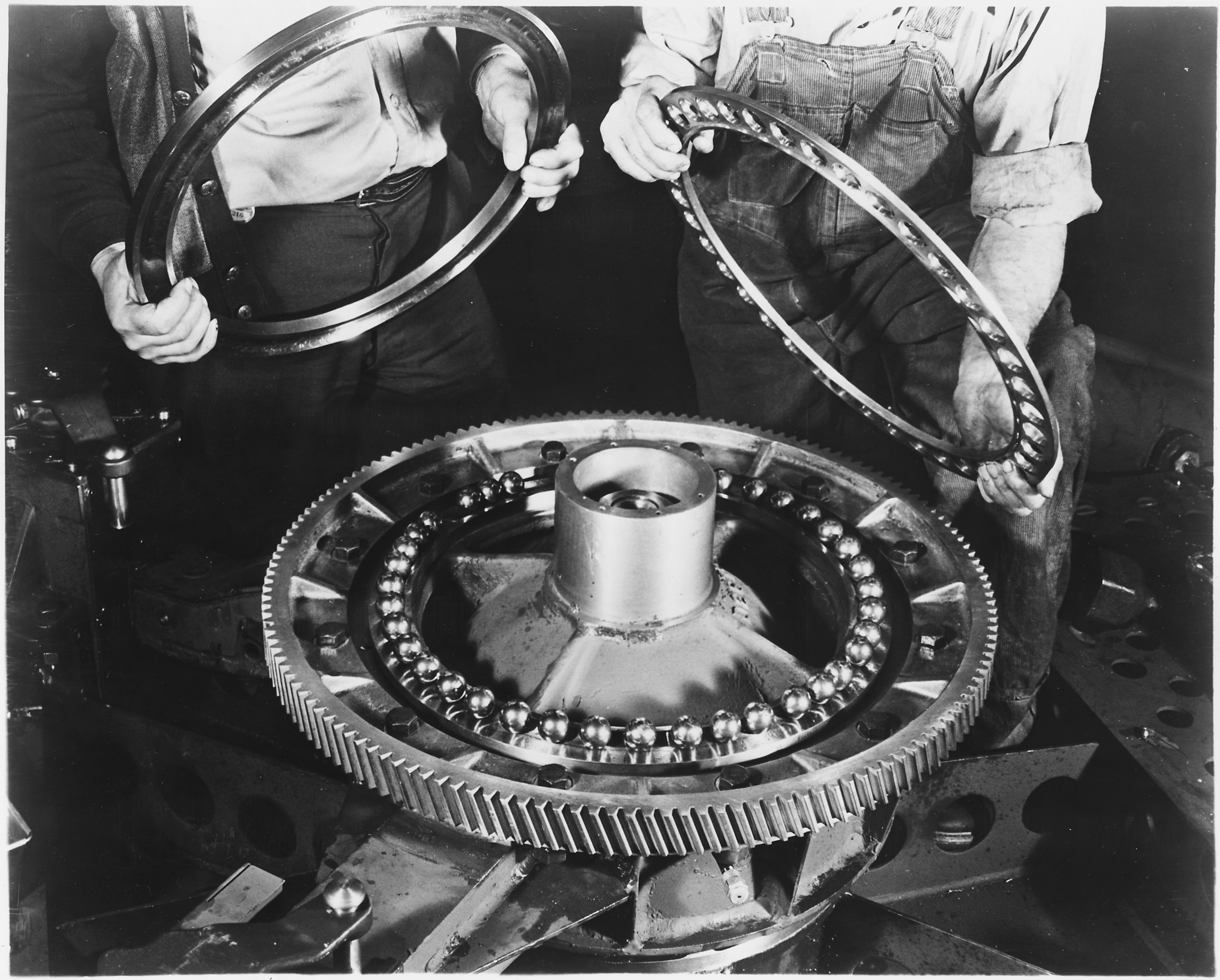
Kugellager

## Wälzlager
Mittel- und Großlager stellen hochwertige Wirtschaftsgüter dar, die durch Wiederaufarbeitung kostengünstig erneuert werden können. Dazu wird das Lager befundet, also auf sichtbare Wälzlagerschäden und Korrosionserscheinungen geprüft. Hier gilt es einzuschätzen, welche Bauteile (Ringe, Wälzkörper, Käfig) ersetzt bzw. überarbeitet werden müssen. Im zweiten Schritt folgt die Prüfung der Komponenten, also Vermessung mit 3D-Koordinatenmessgeräten und Rissprüfung. Im dritten Schritt folgt die Überarbeitung und Nachfertigung; wiederzuverwendende Teile werden geschliffen und veredelt. Fehlende und beschädigte Komponenten werden ersetzt und neu gefertigt. Der letzte Schritt ist die Kontrolle und Montage: alle Teile werden vermessen nach gültigen Qualitätsrichtlinien, ein Analyseprotokoll wird erstellt und das Lager wird zusammengesetzt.
Oft ist die Rekonditionierung deutlich schneller als das Neuanfertigen, bei Kosteneinsparung von 15 bis 50 %. Die Lebensdauer beträgt 87 bis 99 % eines Neuteils. Besonders gut geeignet für Aufarbeitung sind Pendelrollenlager, sowie Zylinderrollenlager, am besten in offener Käfigbauweise. Bei Abschälungen oder Rissen an den Ringen wird es teuer.
Bekannte Firmen dafür sind SKF, KRW Leipzig u. v. a.

## Plattenwärmetauscher
Nach Demontage, Reinigung und Sichtung werden die Platten mit neuen Dichtungen versehen und druckgeprüft.